# Lisa, la soñadora
Lisa, la soñadora es el decimoquinto capítulo de la primera temporada de la serie de televisión argentina Mujeres asesinas. Este episodio se estrenó el día 25 de octubre de 2005.
Este episodio fue protagonizado por Paola Krum en el papel de asesina. Coprotagonizado por Daniel Fanego. También, contó con la actuación especial de Diego Velázquez. Y la participación de Verónica Elizalde.

## Desarrollo

### Trama
Lisa (Paola Krum) es una mujer joven sumamente independiente que trabaja en una empresa; además tiene muchos amigos. Un día, en su vida se cruza Claudio (Daniel Fanego), un hombre mayor que ella, que la seduce hasta el cansancio. Ella termina aceptando estar con él y, sin darse cuenta, se enamora perdidamente. Ellos parecen los novios más enamorados, pero un día Lisa se entera de lo peor: que Claudio está casado, en lugar de estar divorciado, tal como le había dicho. Desde entonces ella lo deja, pero él vuelve a insistir. Finalmente otra vez lo logra, pero para ello, tiene que separarse de Nora, su mujer. A raíz de esto Lisa y Claudio se van a vivir juntos. Al principio todo viene muy bien, pero con el correr de los días, Claudio no se puede adaptar a Lisa. Esto le produce una crisis, y pronto Claudio desea volver a su antigua vida. Cuando Lisa se da cuenta de esto, enloquece terriblemente; no puede creer cómo este hombre, que daba todo por ella, ahora la deja como si nada. Su locura hace que decida hacer algo que nunca imaginó, va a buscar a Claudio y lo mata de varios balazos, y alcanza a herir a Nora.

### Condena
Claudio murió en el acto, Nora sobrevivió. Lisa se entregó a una comisaría minutos después del crimen. Pasó siete años en prisión y salió en libertad condicional.

## Elenco
- Paola Krum
- Daniel Fanego
- Diego Velázquez
- Verónica Elizalde

## Adaptaciones
- Mujeres asesinas (Colombia): Lisa, la soñadora - Karen Martínez
- Mujeres asesinas (Italia): Lisa - Ana Caterina Morariu